# Jüdischer Friedhof (Guben)

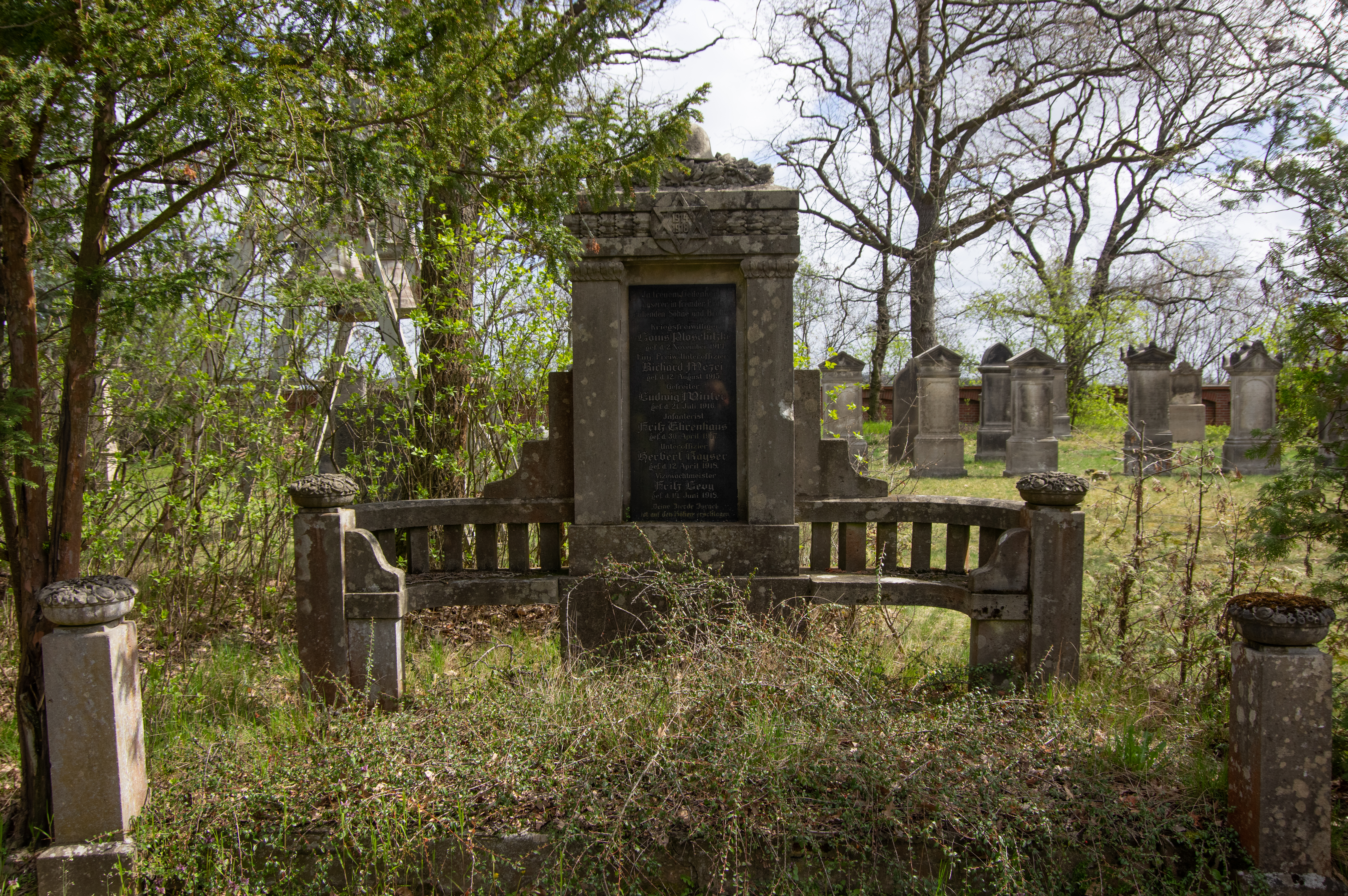
Grabsteine auf dem Friedhof

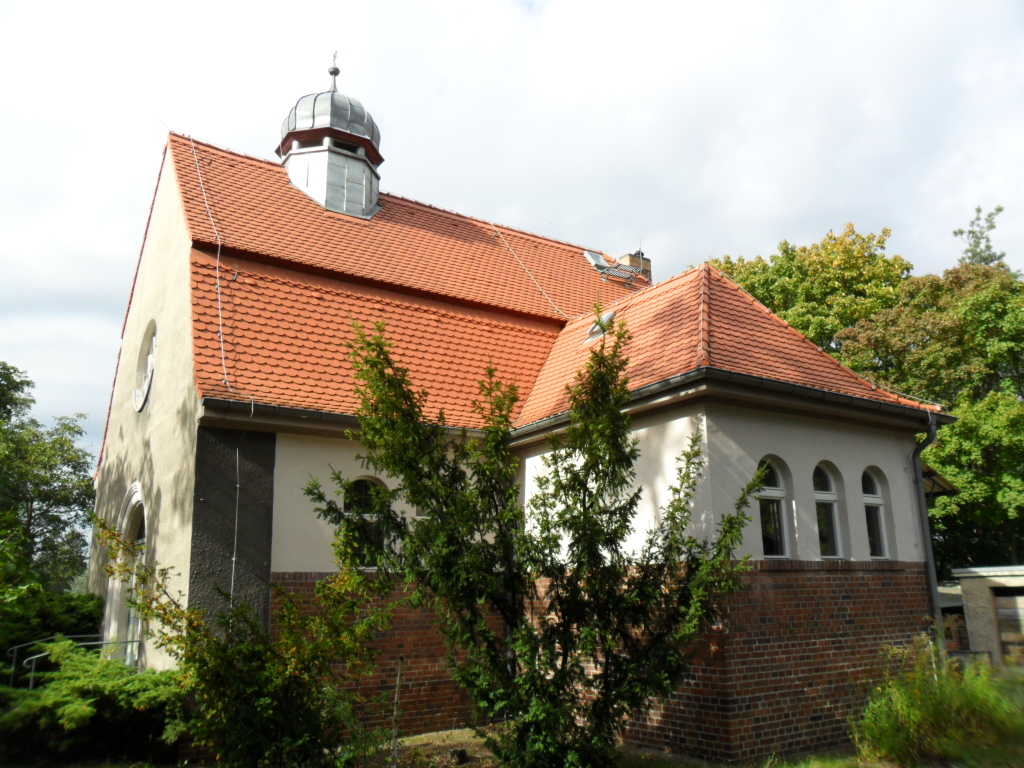
Trauerhalle

Der Jüdische Friedhof in Guben, einer Stadt in der brandenburgischen Niederlausitz, wurde 1839 auf dem Gebiet des damaligen Dorfes Reichenbach, außerhalb der Stadt Guben, angelegt. Der circa 40 Ar große jüdische Friedhof an der Cottbuser Straße 54b ist ein geschütztes Baudenkmal.
Der älteste erhaltene Grabstein ist von 1856. Bei den Novemberpogromen 1938 wurde der Friedhof, ebenso wie die örtliche Synagoge, geschändet und teilweise zerstört. Heute sind noch über 100 Grabsteine erhalten.
Nach 1945 sorgte der damalige evangelische Superintendent für eine Rückübertragung des Friedhofes an den Verband der jüdischen Gemeinden.

## Trauerhalle
Im Jahr 1911 wurde die Trauerhalle mit einer Wohnung für den Friedhofswärter gebaut.
Zwischen dem Verband der jüdischen Gemeinden und der evangelischen Kirchengemeinde wurde ein Vertrag geschlossen, wonach die Trauerhalle von der evangelischen Kirchengemeinde genutzt und von dieser dafür der Friedhof gepflegt wird. Im Jahr 1951 fand der erste Gottesdienst in der ehemaligen jüdischen Trauerhalle statt, die seitdem Bergkapelle Reichenbach genannt wird. Die ehemalige Wohnung des Friedhofswärters dient als Wohnung des evangelischen Pfarrers.